# Cselőte-patak
A Cselőte-patak a Gödöllői-dombságban ered, Vác északkeleti határában, Pest vármegyében, mintegy 200 méteres tengerszint feletti magasságban. A patak forrásától kezdve déli irányban halad, majd Kosd déli részénél éri el a Kosdi-patakot.

## Part menti települések
- Vác
- Kosd